# 働け!おねえさん
『働け!おねえさん』（はたらけ!おねえさん）は、水井麻紀子による日本の4コマ漫画作品。

## 概要
『まんがタイムファミリー』（芳文社）2009年9月号にゲスト掲載作品『くるっとまわって営業中』（くるっとまわってえいぎょうちゅう）の題名で掲載されたのが最初。以降数回のゲスト掲載を経て、2010年4月号より2012年10月号まで『働け!おねえさん』に改題の上で連載された。
ストーリーは『くるっと〜』時代も含めて共通で、「性格はいいのだが成績がダメダメな30歳・来島凛子」と「成績はいいのだが性格に難ありの22歳・馬渡かの子」という2人の女性営業社員の日常を描くもの。この2人の苗字の一部がゲスト作品時のタイトルの由来でもある。
なお、ゲスト作品時は「Wヒロイン」とされていたが、連載化以降は凛子をやや中心に描かれるようになった。

## 登場人物
来島 凛子（くるしま りんこ）
ニックネームは「くるりん」。30歳。入社8年目。顔は常に微笑を浮かべ、他者への気配りに長けるなど性格は抜群。ただ、生まれつきの不器用が災いしてか、営業成績は常に最下位。交際相手もなく、「結婚」に対してやや焦りの色を見せることも。実家で両親と暮らしているが、不器用故に母からは食事の手伝いをさせてもらえない。ひとりっ子。
ネーミングは瀬戸内海の芸予諸島に浮かぶ「来島」から命名された。なお、来島の隣が「馬渡」の一字を使った「馬島」だったのは後で気付いたという。
馬渡 鹿乃子（まわたり かのこ）
ニックネームは「まわりん」。22歳。新卒入社したばかりだが、常に「攻め」の姿勢で営業成績は既に課内でトップを争うほど。上昇志向が強く、「上」と「前」しか向いていない、我の強いお調子者。契約を取ると契約書を社内で見せびらかす癖があるが、学生時代でテストで好成績を取った時も同様に見せびらかしていた。凛子に対しては当初は軽くイヤミを言ってみたりしていたが、徐々に「その性格を見習わなければ…」と思うようになってきた。一人暮らしで、実家は農家を営む大家族。
加藤 祥一（かとう しょういち）
2人の上司で肩書は主任（最終回で課長に昇進）。成績の悪い凛子と性格の悪いかの子に振り回される毎日を過ごし、いつもイライラ気味。既婚。
剣崎（けんざき）
肩書は不明だが、2人や加藤の上司。加藤と違い、2人には常に優しく接する。
中元（なかもと）
部長。剣崎とは同期入社。なお、上司たちのネーミングはザ・ドリフターズから命名されたもので、「『加藤』主任（加藤茶）、『剣』崎（志村けん）、中元（仲本工事）＋部（高木ブー）＋長（いかりや長介）」とのこと。
平井 梨香（ひらい りか）
ニックネームは「ひらりん」。26歳。入社4年目の事務職社員。元社長令嬢であり、駄菓子を優雅・上品に食する。親の事業が失敗後、極貧生活となり順応する。趣味は本格的な登山。
原（はら）
転勤から戻ってきた男性事務職社員。軽い性格で、いつも無神経な発言をする。
加藤 百合（かとう ゆり）
旧姓「漆原」（うるしばら）、北海道出身。ニックネームは「うるりん」。凛子とは同期入社で、成績優秀・常に強気とかの子と似たような性格だった。一児の母であり、凛子がたまに家に遊びに行っている。なお、彼女と入れ替わりで入社したのが馬渡かの子であった。
本編における連載では、顔が描かれず名字が不明であった。家庭内における旦那に対して素っ気ない（ツン）対応であるのに対し、凛子にはのろけ（デレ）話をしていた。その後、単行本第1巻の収録の描き下ろし作品『あの頃の働け!おねえさん』以降では顔が描かれ、夫は加藤主任であることが明かとなった。3巻では馴れ初めについて詳述され、家庭内における加藤への対応が当初の設定から変更されている。その対応は、素っ気ない対応がなく、ごく普通の夫婦の会話が描かれている。寿退社かつ30歳前に結婚することを願望として持っていたようである。加藤とラーメンを食べているとき、交際していなかった加藤の「30までに相手がいなかったら、貰ってやろうか？」の発言に対して、それよりも一年早い時期となる20代最後の歳を結婚時期として逆プロポーズの形で返答している。料理が苦手であり、食事は一切を加藤主任が担当している。

馬渡 栗子（まわたり くりこ）
かの子の姉であり、25歳で2児の母。馬渡家の跡取りで、お見合いで婿を迎えている。夫からは「くうちゃん」と呼ばれている。学生時代は成績優秀で、妹はその姿に「私もああならなければ…」と感じていた。性格はかの子同様に強気で姉妹でいがみ合うことも多いが、都会で一人暮らしをする妹をちょっと羨ましく思うことも。コイン精米機がない都会に住む妹に、わざと玄米を送ることがある。

## 書誌情報
- 水井麻紀子『働け!おねえさん』 芳文社〈まんがタイムコミックス〉、全1巻（未完のまま打ち切り） - 続刊は同人誌2，3巻を自費出版。3巻で完結。
  1. 2011年5月22日発行（5月7日発売）、ISBN 978-4-8322-6967-5